# 5246 Migliorini
5246 Migliorini este un asteroid care intersectează orbita planetei Marte.

## Descriere
5246 Migliorini este un asteroid care intersectează orbita planetei Marte. Asteroidul prezintă o orbită caracterizată de o semiaxă mare de 2,22 ua, o excentricitate de 0,28 și o înclinație de 5,6° în raport cu ecliptica.